# Tasta reflexa
Tasta reflexa là một loài bướm đêm trong họ Geometridae.